# (8318) Averroès
Pour les articles homonymes, voir Averroès (homonymie).
(8318) Averroès, désignation internationale (8318) Averroes, est un astéroïde de la ceinture principale.

## Description
(8318) Averroès est un astéroïde de la ceinture principale. Il fut découvert par Cornelis Johannes van Houten et Ingrid van Houten-Groeneveld le 29 septembre 1973 à partir de clichés pris par Tom Gehrels au Mont Palomar. Il présente une orbite caractérisée par un demi-grand axe de 3,1883 UA, une excentricité de 0,1552 et une inclinaison de 0,5146° par rapport à l'écliptique.
Il fut nommé en hommage à Averroès, philosophe, théologien rationaliste islamique, juriste, mathématicien et médecin musulman andalou de langue arabe du XIIe siècle.

## Compléments